# Список керівників держав 367 року
Список керівників держав 367 року — це перелік правителів країн світу 367 року.
Список керівників держав 366 року — 367 рік — Список керівників держав 368 року — Список керівників держав за роками

## Європа
- Боспорська держава — цар Савромат V (359—370)
- плем'я вандалів — король Годигісел (359-406)
- плем'я гунів — цар Баламир (360-378)
- Дал Ріада — ?
- Думнонія — Конан Меріадок (340-387)
- Ірландія — верховний король Крімптан МакФідах (365—376)
- Римська імперія —
  - захід — Валентиніан I (364—375)
  - схід — Валент (364—378)
- Святий Престол — папа римський — Дамасій I (366—384)
- Візантійський єпископ Євдоксій Антіохійський (360—370)
  - Крит і Киренаїка — Фортутаній Сервілій (364—370)

## Азія
- Близький Схід
- Гассаніди — Джафна II ібн аль-Мундір (361—391)
- Диньяваді (династія Сур'я) — раджа Тюрія Мандала (313-375)
- Іберійське царство — цар Саурмаг II (361—378)
- Велика Вірменія — Аршак II (350 — 367); Пап (367-374)
- Кавказька Албанія — цар Урнайр (360—371/379)
- Індія
  - Царство Вакатаків — імператор Прітвісена I (355—380)
  - Імперія Гуптів — Самудрагупта (350—375)
  - Західні Кшатрапи — махакшатрап Рудрасена III (348—380)
  - Держава Кадамба — Кангаварма (365/366 — 390)
  - Кушанська імперія — Кіпунада (345? — 375)
  - Раджарата — раджа Буддхадаса (341—370)
- Китай
  - Династія Цзінь — Сима І (365—372)
  - Династія Рання Лян — Чжан Тяньсі (363—376)
  - Дай — Тоба Шегіянь (338—377)
  - Туюхун (Тогон) — Мужун Сюйсі (351—371)
  - Рання Янь — Мужун Вей (360—370)
  - Династія Рання Цінь — Фу Цзянь (357—385)
- Корея
  - Кая (племінний союз) — ван Ісіпхум (346—407)
  - Когурьо — тхеван (король) Когугвон (331—371)
  - Пекче — король Кинчхого (346—375)
  - Сілла — ісагим (король) Немуль (356—402)
- Паган — король Тілі К'яунг I (344—387)
- Персія
  - Держава Сасанідів — шахіншах Шапур II (309-379)
- Тямпа — Фан Фо (349—377)
- Хим'яр — Малкікаріб Їха'мін II (360-375)
- Японія — Імператор Нінтоку (313-399)

## Африка
- - Єгипет (римська провінція) —  Прокліан (366—367); Флавій Евтолмій Татіан (367-370)

## Північна Америка
- Мутульське царство — Чак-Ток-Іч'аахк II (359/360 — 378)